# Херсонская городская община
Херсонская городская община (укр. Херсонська міська громада) — территориальная община в Херсонском районе Херсонской области Украины.
Создана в ходе административно-территориальной реформы в июле 2020 года на территории Херсонской области путём объединения территорий и населённых пунктов Херсонского городского совета и Садовского сельского совета упразднённого Белозёрского района. Всего община включает 1 город, 11 посёлков, 4 села, 7 . Своё название община получила от названия административного центра, где размещены органы власти — город Херсон.
Население общины на момент создания составляло 367 873 человека, площадь общины 452,6 км².

## Населённые пункты
В состав общины входит город Херсон — 328 985 жителей, посёлки Антоновка — 12 790 жителей, Зеленовка — 5785 жителей, Камышаны — 6941 житель, Надднепрянское — 1132 жителя, сёла Богдановка — 545 жителей, Петровка — 358 жителей, Степановка — 3684 жителя, Садовое — 1396 жителей, посёлки Солнечное — 782 жителя, Приозёрное — 1501 житель, Молодёжное — 1024 жителя, Инженерное — 1429 жителей, Зимовник — 1163 жителя, Благовещенское — 208 жителей, Приднепровское — 150 жителей.

## История общины
В ходе вторжения России на Украину в период с 3 марта по 11 ноября 2022 года территория общины находилась под российской оккупацией. 26 апреля 2022 года руководством РФ было назначено руководство военных администраций и отстранены украинские руководители города Херсона.